# Marco Carola
Marco Carola est un compositeur et DJ de musique électronique italien né à Naples le 7 février 1975.